# Abyssobrotula galatheae
Abyssobrotula galatheae – gatunek morskiej ryby z rodziny wyślizgowatych (Ophidiidae). Jedyny przedstawiciel rodzaju Abyssobrotula.  

## Zasięg występowania
Ocean Atlantycki, Ocean Spokojny, Morze Karaibskie (Bahamy, Nowa Zelandia, Stany Zjednoczone)
Dorasta do 16,5–17 cm długości.